# مرغابی‌های نوک‌پهن
مرغابی‌های نوک‌پهن (نام علمی: Spatula) یک سرده یا زیرسرده‌ای از خانواده مرغابیان است که شامل نوک‌پهن‌ها، خوتکای ابروسفید و چندین گونه از خوتکاهای آمریکایی است.
سردهٔ Spatula در اصل توسط جانورشناس آلمانی فردریش بوی در سال ۱۸۲۲ پیشنهاد شده بود. گونه نماد آن نوک‌پهن شمالی است. نام Spatula از واژهٔ لاتین "spoon" گرفته شده‌است که کلمه انگلیسی " spatula " نیز از آن است.

### گونه‌های موجود
این سرده ۱۰ گونه دارد:
| تصویر | نام علمی         | نام رایج        | پراکندگی |
| ----- | ---------------- | --------------- | --- |
|       | Anas querquedula | خوتکای ابروسفید | اروپا و غرب آسیا |
|       | S. hottentota    | خوتکای هوتن‌توت  | شرق و جنوب آفریقا، از سودان و اتیوپی از غرب تا نیجر و نیجریه و از جنوب به آفریقای جنوبی و نامیبیا                                  |
|       | S. puna          | خوتکای پونا     | آند پرو، غرب بولیوی، شمال شیلی و منتهی الیه شمال غربی آرژانتین                                                                     |
|       | S. versicolor    | خوتکای نقره‌ای   | جنوب بولیوی، جنوب برزیل، پاراگوئه، آرژانتین، شیلی، اروگوئه، جورجیا جنوبی، جزایر ساندویچ جنوبی و جزایر فالکلند                      |
|       | S. platalea      | نوک‌پهن سرخ      | Tierra del Fuego به سمت شمال به شیلی و بیشتر بخش‌های آرژانتین، و همچنین جزایر فالکلند و جمعیت‌های کوچک تولید مثل جدا شده در جنوب پرو |
|       | S. cyanoptera    | خوتکای دارچینی  | آمریکای جنوبی، غرب ایالات متحده و جنوب غربی کانادا؛ یک بازدیدکننده نادر از ساحل شرقی ایالات متحده                                  |
|       | S. discors       | خوتکای بال‌آبی   | آمریکای شمالی، جایی که از جنوب آلاسکا تا نوا اسکوشیا و از جنوب تا شمال تگزاس تولید مثل می‌کند                                       |
|       | S. smithii       | نوک‌پهن دماغه    | آفریقای جنوبی، غیر معمول در شمال در نامیبیا، بوتسوانا، زیمبابوه، جنوب آنگولا، لسوتو، موزامبیک و زامبیا                             |
|       | S. rhynchotis    | نوک‌پهن استرالزی | استرالیا، تاسمانی و نیوزلند |
|       | S. clypeata      | نوک‌پهن شمالی    | مناطق شمالی اروپا و آسیا و در سراسر آمریکای شمالی                                                                                  |